# Nati nel 1400
| Questa pagina contiene informazioni ricavate automaticamente dalle voci biografiche con l'ausilio del template Bio e di un bot. L'aggiornamento è periodico e automatico e ricostruisce completamente la pagina. Se manca una persona in questa lista, sei pregato di non aggiungerla, ma accertati piuttosto che la sua voce biografica contenga il template Bio e che i dati anagrafici siano correttamente compilati. Se il template Bio manca, inseriscilo tu stesso o, in alternativa, metti l'avviso {{tmp\|Bio}} che ne segnala la mancanza. Se i dati riportati sono sbagliati, correggi direttamente la voce biografica; le modifiche saranno visibili in questa lista entro pochi giorni. Per chiarimenti vedi il progetto biografie. La lista contiene solo le 47 persone che sono citate nell'enciclopedia e per le quali è stato implementato correttamente il template Bio. Pagina aggiornata al 10 feb 2025. |

- 13 gennaio - Giovanni d'Aviz, nobile († 1442)
- 29 marzo - Bernardo d'Armagnac, conte di Pardiac, nobile francese († 1462)
- 31 maggio - Domenico Capranica, cardinale, vescovo cattolico e umanista italiano († 1458)
- Aronne Abulrabi, rabbino e astrologo italiano († 1450)
- Giorgio Amiroutzes, letterato bizantino († 1470)
- Andronico V Paleologo, imperatore bizantino († 1407)
- Johannes Brassart, compositore fiammingo († 1455)
- Miozia Caetani, nobildonna italiana († 1468)
- Antonio Caldora, nobile e condottiero italiano († 1477)
- Irene Cantacuzena, principessa bizantina († 1457)
- Giovanni Raimondo Folch II de Cardona, nobile († 1471)
- Caterina di Sassonia-Lauenburg, principessa tedesca († 1450)
- Pietru Caxaro, poeta, scrittore e giudice maltese († 1485)
- Giovanni Cossa, nobile italiano († 1476)
- Bellino Crotti, religioso italiano († 1458)
- Lluís Dalmau, pittore spagnolo († 1460)
- Antonio degli Agli, vescovo cattolico, scrittore e teologo italiano († 1477)
- Diego d'Alcalá, religioso spagnolo († 1463)
- Enrico di Trastámara, principe spagnolo († 1445)
- Spinetta Fregoso, doge († 1467)
- Giovanni da Norcia, francescano italiano († 1459)
- Andrea Grego da Peschiera, religioso italiano († 1485)
- Hans Hirtz, pittore tedesco († 1463)
- Giorgio Lodron, condottiero italiano († 1461)
- Ausiàs March, poeta e cavaliere medievale spagnolo († 1459)
- Alessandro di Masovia, patriarca cattolico polacco († 1444)
- Mihály Szilágyi, generale ungherese († 1460)
- Richard Neville, V conte di Salisbury, nobile inglese († 1460)
- Sant'Orante, monaco cristiano italiano († 1431)
- Andronico Paleologo, bizantino († 1429)
- Antonio Petrucci, politico e letterato italiano († 1471)
- Peter von Pusica, architetto austriaco († 1475)
- Cosma Raimondi, umanista italiano († 1435)
- Luca della Robbia, scultore, ceramista e orafo italiano († 1482)
- Polissena Ruffo, nobile italiana († 1420)
- Rāmānanda, filosofo indiano († 1476)
- Silvestro Siropulo, diplomatico, funzionario e scrittore bizantino († 1464)
- Giovanni Solari, architetto e ingegnere italiano († 1482)
- Dénes Szécsi, cardinale e arcivescovo cattolico ungherese († 1465)
- Philippe de Ternant, nobile francese († 1456)
- Giovanni Tortelli, umanista italiano († 1466)
- Piergentile da Varano, politico italiano († 1433)
- Andrea Vendramin, politico italiano († 1478)
- Louis d'Estouteville, militare e nobile francese († 1464)
- Thomas de Courcelles, cardinale e teologo francese († 1469)
- Bernardo Giovanni Cabrera, nobile, politico e militare spagnolo († 1466)
- Johann von Mengede († 1469)